# Perim

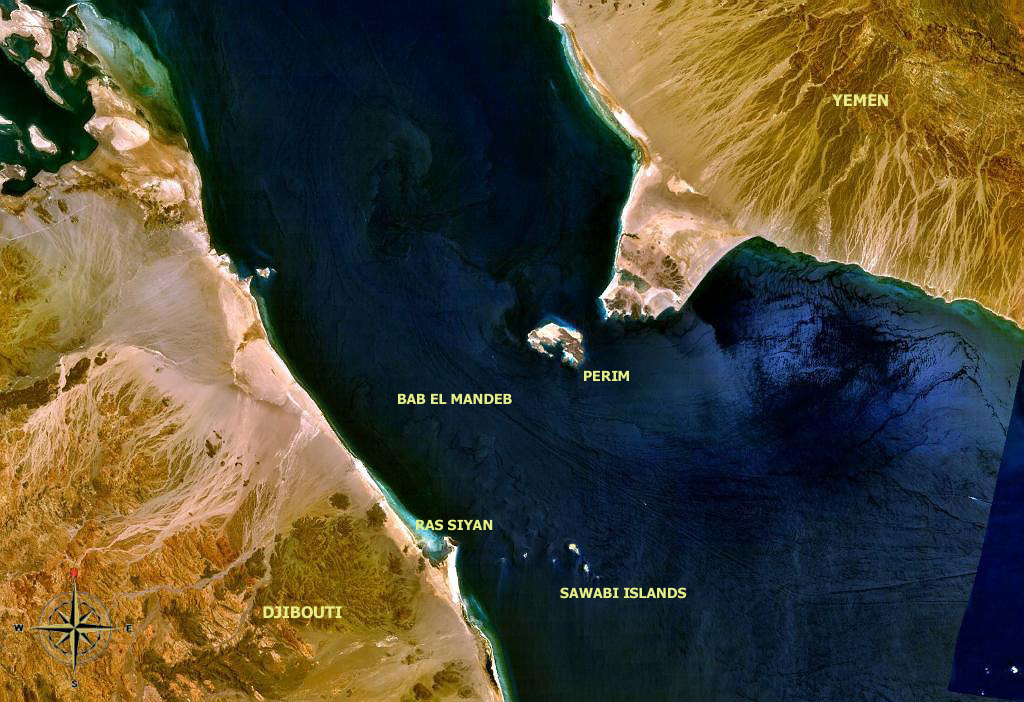
Área de Babelmândebe

Perim (em árabe: بريم; romaniz.: [Barīm] Mayyun, em português: Meyo) é uma ilha do Iémen, no estreito de Babelmândebe, de origem vulcânica. Tem uma linha de costa de uns 8 quilômetros, uma área de 14 km², e una altitude máxima de algo menos de 70 metros. Não dispõe de água e apenas a habitam permanentemente uns 500 habitantes.